# Gottfried Weise (Sportjournalist)
Gottfried Weise (* 3. Dezember 1944 in Niederschöna) ist ein deutscher Sportjournalist.

## Sportliche Laufbahn
Weise agierte als Fußballer zunächst bei Traktor Niederschöna, Traktor Naundorf sowie der SG Hetzdorf und spielte im Juniorenbereich beim damaligen SC Motor Karl-Marx-Stadt. Während seiner Zeit bei der Nationalen Volksarmee kickte der Sachse bei der ASG Vorwärts Spechtberg.

## Berufliche Laufbahn
Der Diplomjournalist Weise startete über ein Volontariat beim Sächsischen Tageblatt in Dresden ins Berufsleben. Über eine Tätigkeit als Redakteur im Bereich Fußball beim Deutschen Sportecho fand er 1969 als Reporter zum DDR-Fernsehen. Im Rahmen der Fußballberichterstattung interviewte er dabei beispielsweise 1978 Pelé oder 1986 Diego Maradona und präsentierte mehr als 200 mal die Sendung Fußball-Panorama, die er initiierte.
Nach dem Mauerfall fand Weise zunächst beim Sportkanal in London einen neuen Arbeitgeber und arbeitete freiberuflich für den SFB. Als 1993 das DSF auf Sendung ging, gehörte er dort von Anfang an zum Kommentatoren-Team. 1994 wechselte er zu Eurosport.

## Schriften (Auswahl)
- Das große Lexikon des DDR-Fußballs (mit Michael Horn). Schwarzkopf & Schwarzkopf, Berlin 2004, ISBN 3-89602-536-8.
- Als Maradona 80.000 lockte. Verlag Die Werkstatt, Göttingen 2021, ISBN 978-3-7307-0178-2 (2. Auflage).